# Belén Arrojo Jiménez
Maria Belén Arrojo Jiménez (Granada, 8 de gener de 1995) és una jugadora de bàsquet andalusa.
Aler, començà a practicar el basquetbol en etapa escolar i als catorze anys completà la seva formació al Segle XXI. Durant la seva estada a l'equip català, guanyà una Lliga catalana femenina 2 (2012), essent escollida MVP de la final. La temporada 2013-14 debutà professionalment a la Lliga femenina amb el Club Basket Ciudad de Burgos i, posteriorment, jugà al Mann Filter Zaragoza, Cadí la Seu, amb el qual guanyà dues Lliga catalanes (2015, 2016), Snatts Femeni Sant Adrià i Perfumerias Avenida, amb el qual es proclamà campiona de la Copa de la Reina (2019) i de la Supercopa (2018). La temporada 2019-20 fitxà pel Lointek Gernika, on arribà a ser la capitana i la referent de l'equip. Durant la celebració del partit de tornada dels setzens de final de l'Eurocup de 2022, fou objecte d'una estratagema del Çukurova que li impedí jugar-hi. Suposadament, havia donat positiu en les proves PCR de COVID-19 realitzades per l'equip turc. Posteriorment, es confirmà un segon resultat negatiu realitzades pel club basc. La temporada 2022-23 fitxà per l'Hozono Global Jairis.
Internacional amb la selecció espanyola en categories inferiors, es proclama campiona d'Europa sub-16 (2011), sub-18 (2013) i sub-20 (2015), i aconseguí la medalla d'argent al Campionat del Món sub-17 (2012) i d'Europa sub-20 (2014). Amb la selecció absoluta, guanyà la medalla de bronze al Campionat del Món de 2018.